# تل شکاری فاضل پشه‌کان
تل شکاری فاضل پشه‌کان، روستایی از توابع بخش مرکزی شهرستان گچساران در استان کهگیلویه و بویراحمد ایران است.

## جمعیت
این روستا در دهستان امامزاده جعفر قرار دارد و براساس سرشماری مرکز آمار ایران در سال ۱۳۸۵، جمعیت آن زیر سه خانوار بوده‌است.